# Ханьюань
Ханьюа́нь (кит. упр. 汉源, пиньинь Hànyuán) — уезд городского округа Яань провинции Сычуань (КНР). Название уезда означает «исток реки Ханьшуй».

## История
Когда при империи Хань были усмирены юго-западные варварские племена, эти земли были включены в состав уезда Маоню (旄牛县). При империи Суй в 604 году был образован уезд Ханьюань. При империи Цин в 1729 году он был переименован в Цинси (清溪县).
Когда после Синьхайской революции была образована Китайская республика, то в 1914 году в связи с тем, что в провинции Гуйчжоу имелся уезд 青溪县 с точно также звучащим названием, уезду Цинси было возвращено название Ханьюань.
В 1939 году была создана провинция Сикан, и эти земли вошли в её состав. В 1951 году был образован Специальный район Яань (雅安专区), в подчинение которого был передан и данный уезд. В 1955 году после ликвидации провинции Сикан Специальный район Яань был передан в состав провинции Сычуань. В 1970 году Специальный район Яань был переименован в Округ Яань (雅安地区). В 2000 году постановлением Госсовета КНР округ Яань был преобразован в городской округ.

## Административное деление
Уезд Ханьюань делится на 8 посёлков, 27 волостей и 5 национальных волостей.